# Crassignatha nantou
Espèce
Crassignatha nantou est une espèce d'araignées aranéomorphes de la famille des Symphytognathidae.

## Distribution
Cette espèce est endémique de Taïwan,. Elle se rencontre dans le comté de Nantou.

## Description
Le mâle holotype mesure 0,80 mm et la femelle paratype 1,08 mm.

## Étymologie
Son nom d'espèce lui a été donné en référence au lieu de sa découverte, le comté de Nantou.

## Publication originale
- Li, Lin & Li, 2020 : « A review of Crassignatha (Araneae, Symphytognathidae). » ZooKeys, no 988, p. 63-128 (texte intégral).